# 查理·佩恩特
查理·佩恩特 (1879年7月28日在史雲頓—1971年12月1日)，是韋斯咸第二任領隊（1932年－1950年）。
查理·佩恩特小時候和家人一起搬到普萊斯托。他曾為當地球隊Victoria Swifts 和 南韋斯咸效力。另一方面，佩恩特在少年時代，他對物理治療也產生興趣。佩恩特於1897年首次與韋斯咸打交道，無償幫助韋斯咸。1900-01賽季，佩恩特以球員身份加入球會，儘管他從未為正選隊效力。查理·佩恩特在與胡域阿仙奴的比賽中膝蓋受傷，結束他的球員職業生涯，球會於1902年任命他為預備隊教練。隨後他被提升為正選隊教練，接替被任命為正選隊領隊的席德·京治。
當京治在1933年被解僱時，佩恩特取代他成為領隊。在他上任之時，球會正處於乙組聯賽榜末，面臨連續第二次降班的嚴重危險，而在賽季末僅以一分的優勢避免這種情況，球會排名第20位，這仍然是他們的球會有史以來最低的成績。在隨後的幾個賽季中，他們的狀態有所改善，導致他們在1934-35賽季獲得季軍，只是因為平均入球數而錯過晉級，並在次年獲得第四名。在接下來的幾年裡，球隊的狀態有所下降，儘管他們仍然總體上安全地排在聯賽中游。然而，他執教的最後一個賽季，即1949-50賽季，又發生一次護級戰，之後佩恩特決定退休，讓他的助理教練泰德·芬頓接任。

## 領隊數據
| 球隊   | 國家   | 由            | 至           | 記錄 | 記錄 | 記錄 | 記錄 | 記錄   |
| 球隊   | 國家   | 由            | 至           | 賽   | 勝   | 和   | 負   | 勝出率 |
| ------ | ------ | ------------- | ------------ | ---- | ---- | ---- | ---- | ------ |
| 韋斯咸 | 英格兰 | 1932年11月1日 | 1950年8月1日 | 480  | 198  | 166  | 116  | 41.25  |